# Kenta Matsuda
Kenta Matsuda (født 22. august 1984) er en japansk fodboldspiller.
Han har spillet for flere forskellige klubber i sin karriere, herunder Grulla Morioka.